# Абдыкаримов, Болат Абдыкаримович
Болат Абдыкаримович Абдыкаримов (каз. Болат Әбдікәрімұлы Әбдікәрімов; род. 17 февраля 1939, Нуринский район, Карагандинская область, Казахская ССР — 1 марта 2014, Астана, Казахстан) — советский и казахский видный учёный в области педагогики, государственный деятель, кандидат экономических наук (1990), доктор педагогических наук (1996), профессор, академик Академии педагогических наук Казахстана (с 2005).
Заслуженный работник образования Казахской ССР (1980), Заслуженный деятель Казахстана (2008).

## Биография
Родился 17 февраля 1939 года в селе Киевка, Нуринского района, Карагандинской области, Казахской ССР. Происходит из подрода тока рода куандык племени аргын.
В 1957 году окончил среднюю школу села Киевка.
В 1957 году поступил и 1962 году окончил Карагандинского государственного политехнического института.
В 1990 году защитил учёную степень кандидата экономических наук, тема диссертации: «Обеспечение отраслей АПК квалифицированными рабочими в новых условиях хозяйствования» (г. Ленинград).
В 1996 году защитил учёную степень доктора педагогических наук, тема диссертации: «Теория и практика развития профессионально-технического образования».

## Трудовая деятельность
С 1962 по 1963 годы — Слесарь-механик участка шахты № 13 треста «Абайуголь», г. Шахтинск.
С 1963 по 1968 годы — Зам. директора ГПТУ № 41 по учебно-производственной работе, г. Шахтинск.
С 1966 по 1973 годы — Член бюро и внештатный секретарь обкома комсомола, г. Караганда.
С 1968 по 1973 годы — Заместитель начальника облуправления профтехобразования г. Караганды.
С 1973 по 1983 годы — Начальник облуправления профтехобразования г. Жезказган.
С 1983 по 1988 годы — Первый заместитель Председателя Госпрофобразования КазССР, г. Алматы.
С 1988 по 1990 годы — Заместитель начальника Главка кадров и учебных заведений Госагропрома.
С 1990 по 1994 годы — Заместитель министра образования Республики Казахстан, г. Алматы
С 1995 по 1996 годы — Председатель Комитета профтехобразования при министерстве обороны РК, Начальник управления профтехобразования Министерства образования РК, г. Алматы.
С 1996 по 1997 годы — Заведующий сектором Аппарата сената Парламента РК, г. Алматы.
С 1997 по 2001 годы — Заведующий кафедрой педагогики и профессор ЕНУ им. Л. Н. Гумилёва, г. Астана.

## Выборные должности, депутатство
С 1973 по 1977 годы — Депутат Областного совета народных депутатов, г. Жезказган.
С 1977 по 1979 годы — Депутат Городского совета народных депутатов, г. Жезказган.
С 1994 по 1995 годы — Депутат Верховного Совета Республики Казахстан XIII созыва от Жанааркинского избирательного округа № 57 Жезказганской области.

## Награды
СССР
- 1957 года — Медаль «За освоение целинных земель»
- 1970 года — Медаль «В ознаменование 100-летия со дня рождения Владимира Ильича Ленина»
- 1970 года — Медаль «За трудовую доблесть»
- 1980 года — почётное звание «Заслуженный работник профессионально-технического образования Казахской ССР»
- 1981 года — Орден «Знак Почёта»
- 1985 года — Медаль «Ветеран труда»

Казахстан
- 2001 года — Медаль «10 лет независимости Республики Казахстан»
- 2006 года — Медаль «10 лет Парламенту Республики Казахстан»
- 2006 года — нагрудный знак «Отличник образования республики Казахстан»
- 2008 года — почётное звание «Заслуженный деятель Казахстана»
- 2009 года — нагрудный знак «За заслуги в развитии науки Республики Казахстан»
- 2011 года — почётное звание «Лучший преподаватель вуза 2011 года» (МОН РК)
- 2014 года — почётное звание «Почётный работник образования Республики Казахстан»

Научные звания
- 1990 года — кандидат экономических наук
- 1993 года — доцент экономических наук
- 1996 года — доктор педагогических наук
- 2001 года — профессор педагогических наук
- 2001 года — академик Международной академии информатизации, г. Москва (действительный член)
- 2005 года — Лауреат премии А. Г. Небольсина
- 2005 года — академик Академии педагогических наук Республики Казахстан (действительный член)

## Научные, литературные труды
Основные научные направления Болата Абдикаримулы: общая педагогика, теория и методика профессионального образования, история педагогики и этнопедагогика. Имеются более 300 научных и учебно-методических трудов, опубликовано 13 томов научно-методических трудов и др.
Подготовка докторов, кандидатов и магистров наук: 12 доктора педагогических наук, 60 кандидата педагогических наук, 4 кандидата экономических наук, всего 76 и 5 магистров и др.